# Rezerwat przyrody Duszniczki
Rezerwat przyrody Duszniczki – leśny rezerwat przyrody położony w gminie Duszniki w powiecie szamotulskim, w województwie wielkopolskim, 3 km na wschód od wsi Duszniki.
Rezerwat utworzono w 1958 roku, obejmuje obszar jedynie 0,77 ha lasu dębowo-grabowego ze stanowiskami modrzewia polskiego (Larix polonica). W latach 70. XX wieku było ich 15 i liczyły 120 lat, osiągając 32 m wysokości. „Duszniczki” są częścią większego kompleksu leśnego.
W pobliżu znajdują się rezerwaty: Brzęki przy Starej Gajówce, Bytyńskie Brzęki i Huby Grzebieniskie. Do wszystkich można dotrzeć z zielonego szlaku pieszego Bytyń – Duszniki. W sąsiedztwie wyznaczono też ścieżkę dydaktyczną od pobliskiej leśniczówki.

## Podstawa prawna
- Zarządzenie Ministra Leśnictwa i Przemysłu Drzewnego z 15.07.1958 r., Monitor Polski z 1958 r, Nr 62, Poz. 353
- Obwieszczenie Wojewody Wielkopolskiego z dn. 4.10.2001 r. w sprawie ogłoszenia wykazu rezerwatów przyrody utworzonych do dn. 31.12.1998 r.
- Zarządzenie Nr 6/10 Regionalnego Dyrektora Ochrony Środowiska w Poznaniu z dnia 25 stycznia 2010 r. w sprawie rezerwatu przyrody „Duszniczki”; zmienione przez: Obwieszczenie Wojewody Wielkopolskiego z dnia 7 czerwca 2010 r. w sprawie sprostowania błędów (Dz. Urz. Woj. Wielkopolskiego Nr 147, poz. 2827)[2]